# Notopygus excavatus
Notopygus excavatus là một loài tò vò trong họ Ichneumonidae.